# 마법사

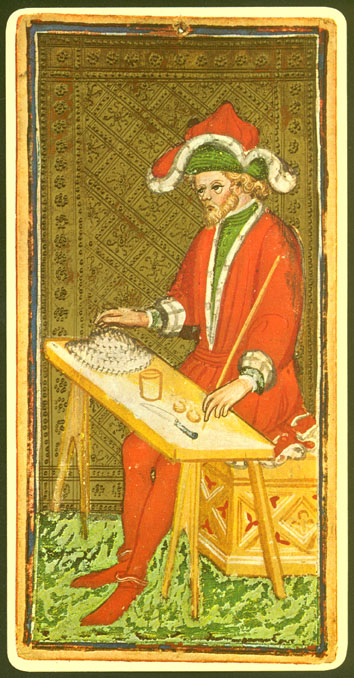
타로의 마술사

마법사(魔法師, wizard), 마술사(魔術師, magician), 주술사(呪術師, sorcerer), 요술사(妖術師)는 초자연적 또는 오컬트적이고 불가사의한 소스에서 유래한 마법을 사용하거나 주장하는 사람이다. 유사한 주장을 하는 종교의 성직자와 달리 마술사는 일반적으로 접근할 수 없는 지식이나 특별한 능력을 바탕으로 행동한다. 마술사와 기적을 행하는 성인의 구별은 불분명하다. 마법이라고 불리는 많은 관행은 누구나 수행할 수 있다. 예를 들어, 일부 주문은 전문 지식이 없거나 특정한 힘이 있다고 주장할 수 없는 개인이 영창할 수 있다. 다른 주문은 이를 수행하기 위해 전문적인 훈련이 필요하다. 가끔 이상 마법 행위를 하는 개인 중 일부는 마녀와 같은 개념으로 식별되기도 한다. 마술사로서의 정체성은 개인이 자신에 대해 주장하는 것에서 비롯될 수도 있고 다른 사람이 부여할 수도 있다. 후자의 경우 개인은 부여한 것을 받아들일 수도 있고 때로는 거부하기도 한다.

## 판타지 장르에서의 마법사
여러 판타지 장르에서 묘사된다.

## 같이 보기
- 마법
- 마녀